# Mallotus glomerulatus
Mallotus glomerulatus är en törelväxtart som beskrevs av P.C.van Welzen. Mallotus glomerulatus ingår i släktet Mallotus och familjen törelväxter. Inga underarter finns listade i Catalogue of Life.